# Sainte-Anastasie (Cantal)
Sainte-Anastasie korábbi község (település) Franciaországban, Cantal megyében. 2016. december 1-jén Celles, Chavagnac és Neussargues-Moissac községekkel egyesült és Neussargues en Pinatelle új község része lett.
Lakosainak száma 124 fő (2022. január 1.). Sainte-Anastasie Allanche, Peyrusse, Joursac, Neussargues-Moissac és Chalinargues községekkel határos.

## Népesség
A település népessége az elmúlt években az alábbi módon változott:

| 2022 | 124 |